# Cyrtandra vitiensis
Cyrtandra vitiensis är en tvåhjärtbladig växtart som beskrevs av Berthold Carl Seemann. Cyrtandra vitiensis ingår i släktet Cyrtandra och familjen Gesneriaceae. Inga underarter finns listade i Catalogue of Life.